# Kullamaa
Kullamaa è un comune rurale dell'Estonia occidentale, nella contea di Läänemaa. Il centro amministrativo del comune è l'omonima località (in estone küla).

## Località
Oltre al capoluogo, il comune comprende altre 13 località:
Jõgisoo, Kalju, Kastja, Koluvere, Kullametsa, Leila, Lemmikküla, Liivi, Mõrdu, Päri, Silla, Ubasalu, Üdruma